# Hermann-Tast-Schule
Hermann-Tast-Schule (før 1924 Husumer Gelehrtenschule eller på dansk Husum lærde skole) er et humanistisk gymnasium i Husum i Nordfrisland.
Gymnasiet blev oprettet i 1527 som byens lærde Skole. Initiativet til oprettelsen af skolen kom fra blandt andet reformatoren Hermann Tast. Formentlig fandtes der allerede før 1527 en katolsk prægede latinskole i byen. Undervisningen foregik de første år i private lokaler. Først i 1586 blev skolebygningen ved Søndergade bygget. I 1867 flyttede skolen i en nye større bygning i samme gade. I 1914 blev skolen omdøbt til Hermann-Tast-Schule. I sommeren 1974 flyttede skolen igen til nye lokaler ved banedæmningen. Den tidligere bygning i Søndergade tjener nu som hotel (Hotel Altes Gymnasium). I 1914 blev skolen omdøbt til Hermann-Tast-Schule.
Skolen tilbyder både latin og græsk. Eleverne i 5. klassetrin kan vælge mellem engelsk eller latin som første fremmedsprog. Derudover tilbydes fransk, spansk og russisk som valgfag. Dansk eller Nordfrisisk tilbydes ikke.

## Kendte studenter
- Johannes Mejer, dansk kartograf
- Lorenz Friedrich Mechlenburg, dansk-nordfrisisk teolog og sprogforsker
- Hardenack Otto Conrad Zinck, dansk musiker
- Theodor Storm, tysk forfatter
- Peter Harry Carstensen, slesvig-holstensk ministerpræsident